# 大招
大招，中国古诗集《楚辞》又作《南方歌》中的一首。《大招》由一首没有引言或结语的诗组成。它被记在屈原或相对无名的景差名下。(Hawkes, 2011 [1985]: 232-233)它与《楚辞》的另一首诗《招魂》很相似，但比它短。两首诗都源自召唤死者之魂的萨满教习俗，很可能源自使死者的魂魄复活其躯体的意图（但在后来的文学作品中它表现得更比喻性）。两首诗都有相似的模式：对危险的恐惧潜伏在灵魂可能去向的所有方向，然后是对可作为对灵魂顺从地归来的奖赏的华丽的感官享受的诱人描述。(Hawkes, 2011 [1985]: 219-221)

## 解读
《大招》关于所招是谁的魂、由谁招、在何种环境下，有不同的解读。根据一种历史上似不可能的传统说法，屈原正因政治原因处在自杀边缘，写下《大招》说服自己继续活下去。

## 节选
在《大招》中，食物被描述为带有狂想和世俗的快乐。它描述了一场豪华的盛宴，这场盛宴被用来诱惑逃离的灵魂在永远离开之际回到躯体：
魂乎归徕！乐不可言只。

五榖六仞，设菰粱只。

鼎臑盈望，和致芳只。

内仓鸽鹄，味豺羹只。

魂乎归徕！恣所尝只。

鲜蠵甘鸡，和楚酪只。

醢豕苦狗，脍苴蓴只。

吴酸蒿蒌，不沾薄只。

魂兮归徕！恣所择只。

炙鸹烝凫，煔鹑敶只。

煎鰿膗雀，遽爽存只。

魂乎归徕！丽以先只。